# Трипъл-дабъл
Трипъл-дабъл (на английски: triple-double) е постижение в баскетбола, при което един баскетболист успява да постигне в един мач в три от петте лични статистически категории (точки, борби, асистенции, откраднати топки и блокирани стрелби) 10 или повече единици. Най-често трипъл-дабъл се постига чрез 10 или повече точки, борби и асистенции, като по-рядко в комбинацията участват откраднати топки или „чадъри.“ Постигането на трипъл-дабъл е показател за изключително добро представяне на даден баскетболист в един мач, както и за неговата универсалност.
Произхода на термина трипъл-дабъл не е ясен. Според някои той е измислен през 1980 г. от Брус Джолеш, директора за връзки с обществеността на Лос Анджелис Лейкърс, за да даде изражение на универсалната игра на Меджик Джонсън. Именно от сезон 1979-80 НБА започва да води редовна статистика в тази категория.

### НБА

#### Факти
- Първи трипъл-дабъл в историята на лигата: Според официалната статистика първия трипъл-дабъл в историята на НБА е дело на Долф Шейс (Сиракуза Нешънълс), който на 8 февруари 1951 г. в мач срещу Ню Йорк Никс постига 18 точки, 22 борби и 13 асистенции.
- Най-много мачове с трипъл-дабъл: Оскар Робъртсън е абсолютен лидер в историята на НБА със 181 мача, в които е постигал трипъл-дабъл. Втори е Меджик Джонсън със 138 мача. Трети е все още играещия Джейсън Кид със 107. Четвърти и пети са съответно Уилт Чембърлейн (78) и Лари Бърд (59).
- Трипъл-дабъл за цял сезон: През сезон 1961-62 легендарният Оскар Робъртсън постига невероятните 30.8 точки, 12.5 борби и 11.4 асистенции средно на мач през целия сезон. Това е единственият случай в историята на НБА, когато баскетболист успява да постигне трипъл-дабъл средно за цял сезон. Нещо повече, средните показатели на Робъртсън в тези три категории през първите му пет сезона в лигата също представляват трипъл-дабъл. Единственият баскетболист доближавал се до уникалното постижение на Робъртсън е Меджик Джонсън, който през сезон 1981-82 постига 18.6 точки, 9.6 борби и 9.5 асистенции, което е може би дори и по-добро постижение, като се има предвид, че през 80-те години темпото на игра е по-бавно от това през 60-те и постигането на трипъл-дабъл е много по-трудно.
- Най-много трипъл-дабъли в един сезон: Оскар Робъртсън записва трипъл-дабъл в 41 срещи през сезон 1961-62. Уилт Чембърлейн е втори с 31 мача с трипъл-дабъл през сезон 1967-68.
- Най-много поредни мачове с трипъл-дабъл: Уилт Чембърлейн записва трипъл-дабъл в 9 поредни мача между 8 и 20 март 1968 г. След него се нареждат Робъртсън и Майкъл Джордан, които успяват да постигнат това в седем поредни срещи.
- Двоен трипъл-дабъл: На 2 февруари 1968 г. в мач срещу Детройт Пистънс Уилт Чембърлейн постига единственият до този момент в историята на НБА двоен трипъл-дабъл – 22 точки, 25 борби и 21 асистенции.

### Четворен-дабъл
Четворен-дабъл (на английски: quadruple-double) е постижение, при което един баскетболист успява да постигне в един мач в четири от петте лични статистически категории (точки, борби, асистенции, откраднати топки и блокирани стрелби) 10 или повече единици. Такова постижение се среща изключително рядко. Едва четири баскетболисти в историята на НБА са постигали това (трябва да се добави, че до сезон 1973-74 НБА не води статистика за откраднатите топки и блокираните стрелби):
- Нейт Търмънд (Чикаго Булс на 18 октомври 1974 г. срещу Атланта Хоукс постига 22 точки, 14 борби, 13 асистенции и 12 „чадъра.“
- Алвин Робъртсън (Сан Антонио Спърс на 18 февруари 1986 г. срещу Финикс Сънс постига 20 точки, 11 борби, 10 асистенции и 10 откраднати топки.
- Хакийм Олайджуон (Хюстън Рокетс) на 29 март 1990 г. срещу Милуоки Бъкс постига 18 точки, 16 борби, 10 асистенции и 11 „чадъра.“
- Дейвид Робинсън (Сан Антонио Спърс) на 17 февруари 1994 г. срещу Детройт Пистънс постига 34 точки, 10 борби, 10 асистенции и 10 „чадъра.“